# Gilles Tinguely
Gilles Tinguely (ur. 10 sierpnia 1976 w Morges) – szwajcarski kierowca wyścigowy.

## Kariera
Tinguely rozpoczął karierę w wyścigach samochodowych w roku 1999, od startów w Skip Barber Formula Dodge Eastern Series oraz w Skip Barber Southern Regional Series. Z dorobkiem odpowiednio 111 i 7 punktów uplasował się odpowiednio na 21 i 111 pozycji w klasyfikacji generalnej. W późniejszych latach startował także w Barber Dodge Pro Series, Niemieckiej Formule 3, Francuskiej Formule 3 oraz w Formule 3 Euro Series.
W Formule 3 Euro Series wystartował w 2003 roku ze szwajcarską ekipą Swiss Racing Team. Jednak w żadnym z sześciu wyścigów, w których wystartował, nie zdołał zdobyć punktów.

## Statystyki
| Sezon | Seria                                    | Zespół            | Wyścigi | Zwycięstwa | PP | NO | Podium | Punkty | Pozycja |
| ----- | ---------------------------------------- | ----------------- | ------- | ---------- | -- | -- | ------ | ------ | ------- |
| 1999  | Skip Barber Formula Dodge Eastern Series |                   |         |            |    |    |        | 111    | 21      |
| 1999  | Skip Barber Southern Regional Series     |                   |         |            |    |    |        | 7      | 111     |
| 2000  | Barber Dodge Pro Series                  |                   | 1       | 0          | 0  |    | 0      | 1      | 29      |
| 2001  | Francuska Formuła 3                      | Griffiths         | 9       | 0          | 0  | 0  | 0      | 6      | 14      |
| 2001  | Niemiecka Formuła 3                      | Swiss Racing Team | 2       | 0          | 0  | 0  | 0      | 0      | NS      |
| 2002  | Niemiecka Formuła 3                      | Swiss Racing Team | 18      | 0          | 0  | 0  | 0      | 0      | NS      |
| 2003  | Formuła 3 Euro Series                    | Swiss Racing Team | 6       | 0          | 0  | 0  | 0      | 0      | 33      |